# Ford Otosan
Ford OTOSAN - Ford OTomotiv SAnayi A.Ş. (Ford Automotive Industry) est une coentreprise automobile basée en Turquie détenue à parts égales par les groupes américain Ford Motor Company et turc Koç Holding. Elle a été créée en 1977 sous sa forme actuelle, mais les relations originales remontent à 1928 lorsque Vehbi Koç devient concessionnaire Ford à Ankara. Ford Otosan dispose actuellement de cinq usines dans le pays, et a son siège social principal à Gölcük, et secondaire à İnönü.

## Histoire
La collaboration a commencé en 1928, lorsque Vehbi Koç a été nommé concessionnaire Ford à Ankara. L'année suivante, l'assemblée nationale turque accorde à Ford le droit d'installer une usine locale d'assemblage dans une zone franche située dans la zone portuaire d'Istanbul. Un nombre limité de véhicules y sont assemblés jusqu'en 1934, date à laquelle les activités sont suspendues.
En 1959, la construction de l'usine Otosan débute à Istanbul, et en 1960, la Ford Consul a été le premier modèle à être produit, suivi du Thames 300E et du petit camion Thames Trader. En 1965, le camion D.1210 vient compléter la production. En 1966, Anadol est la première voiture de tourisme de série développée en Turquie. En 1967, la production du Ford Transit commence. En 1973, l'Anadol STC-16, la première voiture de sport développée en Turquie est lancée.
En 1977, la société Otosan signe un accord de coopération avec Ford Motor Company pour créer une coentreprise Ford Otosan. En 1979, la société inaugure sa nouvelle usine à İnönü, Eskişehir, qui commence la production du camion Ford Cargo sous licence, en 1983. Cette même année, Ford augmente sa participation dans l'entreprise à 30 %. En 1985, la production de la Ford Taunus commence à l'usine d'Istanbul. En 1986, l'usine de moteurs d'İnönü est mise en service.
En 1992, la production du nouveau Ford Transit débute et en 1993, la Ford Escort remplace la Taunus sur les chaînes. En 1997, Ford augmente sa participation jusqu'à 41 %, devenant partenaire à parts égales avec Koç Holding dans la coentreprise. En 1998, la nouvelle usine de Gölcük, Kocaeli est inaugurée et va être opérationnelle en 2001, remplaçant l'ancienne usine d'Istanbul. Elle est destinée à la production de véhicules utilitaires, le Ford Transit et le Ford Transit Connect, ces deux modèles sont commercialisés dans le monde entier. En 2003, l'entreprise a lancé une nouvelle génération de camions lourds, le Ford Cargo.
En septembre 2012, Ford dévoile une nouvelle version du Transit. En janvier 2013, Ford Otosan lance le nouveau Cargo. Cette nouvelle version du Cargo a été co-développée par Ford Otosan en partenariat avec Ford do Brasil, et est fabriqué dans les deux pays.
En septembre 2018, lors du salon IAA des véhicules utilitaires à Hanovre, en Allemagne, Ford présente un concept de semi-remorque électrique baptisé F-Vision, qui aurait une capacité de conduite autonome de niveau 4.
En mars 2022, Ford Otosan annonce que la société va racheter Ford Roumanie à Ford Motor Company.

### Histogramme de la société
- 1928 - Vehbi Koç devient concessionnaire Ford à Ankara
- 1959 - Otosan A.Ş. est créée et les fondations de la première usine Ford Otosan sont posées
- 1960 - Début de la production de la Ford Consul et du camion Thames Trader à l'usine d'Istanbul
- 1961 - Début de la production de minibus Ford Thames Trader
- 1965 - Début de la production du camion D.1210. 56.124 exemplaires du D.1210 ont été fabriqués jusqu'à l'arrêt de la production en août 1983
- 1966 - Début de la production des voitures Anadol. Pendant 18 ans, 84.000 exemplaires Anadol ont été produits.
- 1967 - Début de la production du Ford Transit
- 1973 - Otosan commence la production de l'Anadol STC-16, la première voiture de sport turque
- 1977 - Otosan signe un accord avec Ford Motor Company pour la fabrication sous licence et la vente des Ford séries D1210 et Transit en Turquie, avec la fabrication de moteurs
- 1982 - Construction de l'usine Eskişehir İnönü
- 1983 - La production du Ford Cargo commence à l'usine d'İnönü
- 1985 - La production de la Ford Taunus commence à l'usine d'Istanbul
- 1992 - Début de la production du nouveau Ford Transit
- 1993 - Début de la production de la Ford Escort. 59.389 exemplaires ont été produits jusqu'en 1999
- 1997 - Augmentation de la participation de Ford Motor Company à 41 %
- 2001 – Construction de l'usine Kocaeli Gölcük
- 2002 - Début de la production en grande série du Ford Transit Connect à l'usine  de Kocaeli
- 2005 - Le 1.000.000 ème véhicule est produit à l'usine de Kocaeli
- 2007 - Création du centre de développement de produits Gebze pour assurer l'intégration avec Ford Europe
- 2009 - Le Transit Connect est le premier véhicule exporté de Turquie vers l'Amérique du Nord
- 2014 - Début de la production en série des véhicules utilitaires légers Ford Tourneo Courier et Transit Courier à l'usine de Yeniköy
- 2014 - Ford Otosan est le seul producteur au monde des modèles Tourneo Courier et Transit Courier, le véhicule utilitaire léger de Ford sur la plate-forme B
- 2015 - La capacité de production annuelle de Ford Otosan passe à 415.000 unités - 7.500 Courrier Tourneo sont produits
- 2018 - Début de la production du camion Ford F-Max, dont tous les droits de propriété intellectuelle appartiennent à Ford Otosan.

## Usines
La société exploite cinq usines à travers le pays. L'usine de Kocaeli, située à Gölcük, a été mise en service en 2001 et est la principale unité mondiale de production des Transit et Transit Connect. Elle a une capacité de production annuelle de 320.000 véhicules et possède un port indépendant.
L'usine d'İnönü, située à Eskişehir, a été mise en service en 1982. C'est l'unité de production du camion Cargo, des moteurs et groupes motopropulseurs. Elle a une capacité de production annuelle de 10.000 camions, 66.000 moteurs et 45.000 boîtes de vitesses.
Le centre de distribution de pièces Kartal, situé dans le quartier Sancaktepe[Lequel ?] d'Istanbul, fonctionne depuis 1998; c'est le centre de commercialisation opérations de marketing, de vente, d'après-vente et de pièces de rechange de l'entreprise.
Le centre d'ingénierie de Sancaktepe, à Istanbul, a été créé en 2014 et est chargé du développement des produits et des technologies les plus récentes. Il emploie plus de 1.000 ingénieurs.
L'usine de Yeniköy a commencé à produire le Transit/Tourneo Courier au deuxième trimestre 2014. Elle est située sur le site de l'usine de Kocaeli, mais en tant qu'usine de production indépendante, avec une capacité de production de 110.000 véhicules par an.

## Modèles produits par Ford OTOSAN

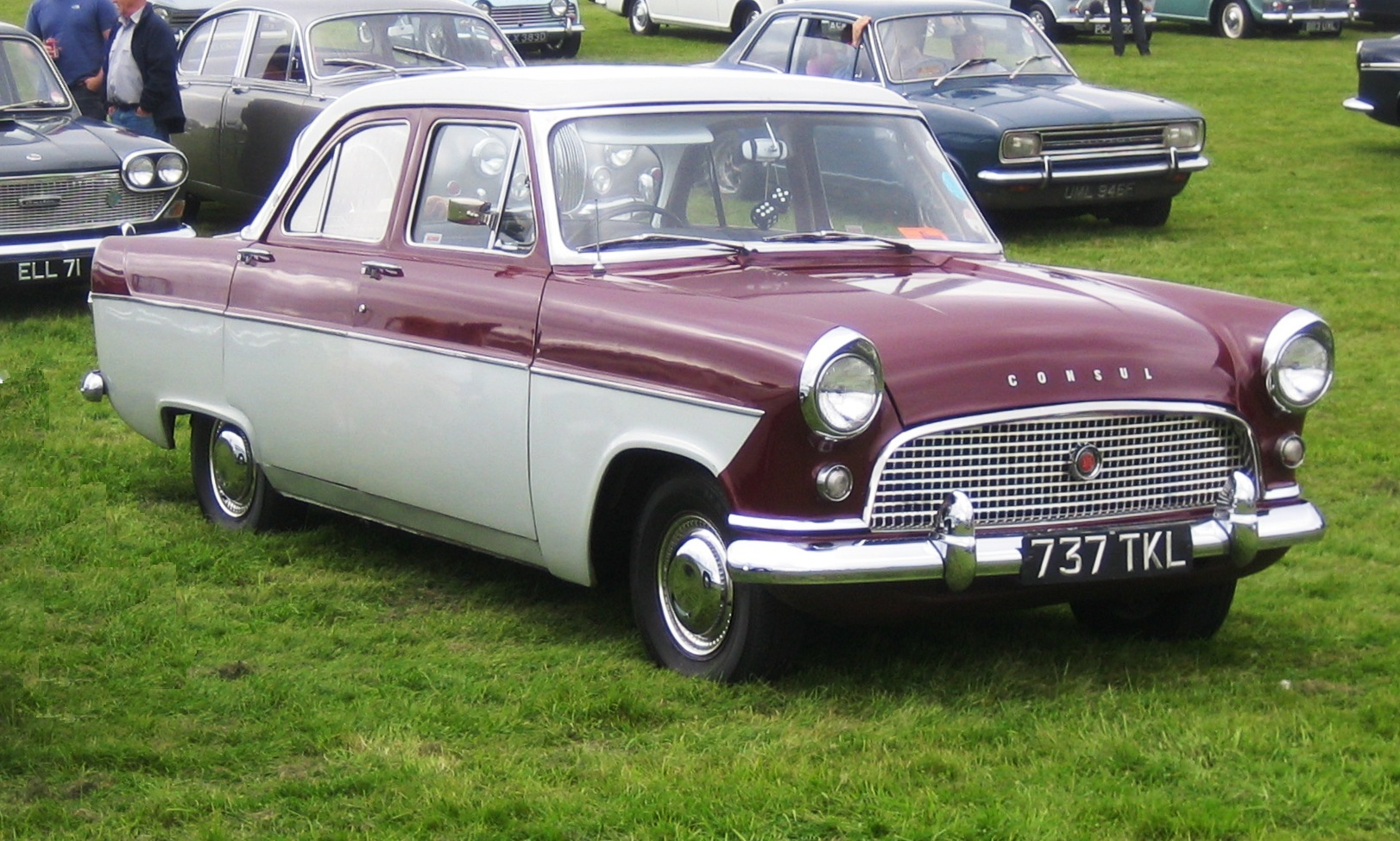
Ford Consul Mk II

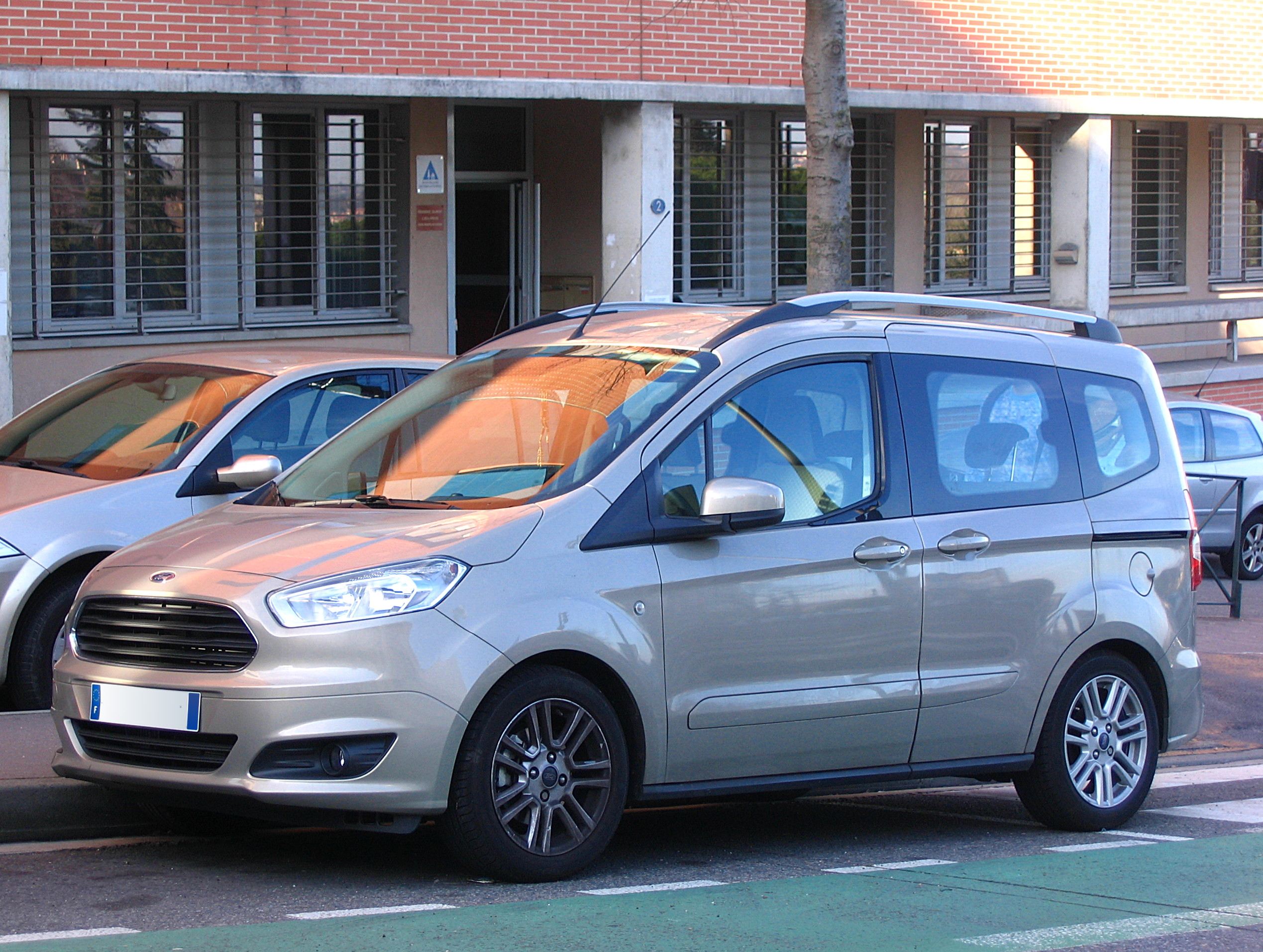
Ford Transit Courier

### Ford (sous licence)
- Ford Consul (1960–1961)
- Thames Trader (1961–1965)
- Ford D.1210 (1965–1983)

### Anadol
- Anadol A1 (1966-1975)
- Anadol A2 (1970-1981)
- Anadol STC-16 (1973-1975)
- Anadol SV-1600 (1973-1982)
- Anadol Böcek (1975-1977)
- Anadol A8-16/16 SL (1981-1984)

### Otosan
- Otosan 500 pickup (1971-1991)
- Otosan P.100 Pick-up (1986-1997, pick-up sur la base de l'Otosan Ford Taunus)
- Otosan P.250 Pick-up (depuis 1991; pick-up sur la base de l'Otosan Ford Taunus)

### Otosan Ford
- Automobiles
  - Otosan Ford Taunus 17 M de Luxe (1959-1962)
  - Otosan Ford Taunus 17 M P3 (1962-1968)
  - Otosan Ford Taunus 15 M P6 (1968-1975)
  - Otosan Ford Taunus (1980-1982; Ford Taunus Ghia)
  - Otosan Ford Taunus (1982-1994; Ford Taunus)
  - Otosan Ford Escort (1993-2000)
  - Otosan Ford Galaxy (2003-2008)
- Utilitaires
  - Ford Transit (1967–1978) MK2
  - Otosan Ford Transit MK3 (1978-1992)
  - Otosan Ford Transit MK4 (1992-2001)
  - Otosan Ford Transit MK5 (2001-2006)
  - Otosan Ford Transit Connect V227 (2002-2013)
  - Otosan Ford Tourneo (depuis 2003)
  - Otosan Ford Tourneo Connect (depuis 2003)
  - Otosan Transit V34X MK6 (2006-2014)
  - Ford Transit Custom MK7 (depuis 2014)
  - Ford Transit Courier (depuis 2014)
- Camions
  - Otosan Ford Cargo (depuis 1983)
  - Ford F-Max camion lourd (depuis 2018)[16],[17]

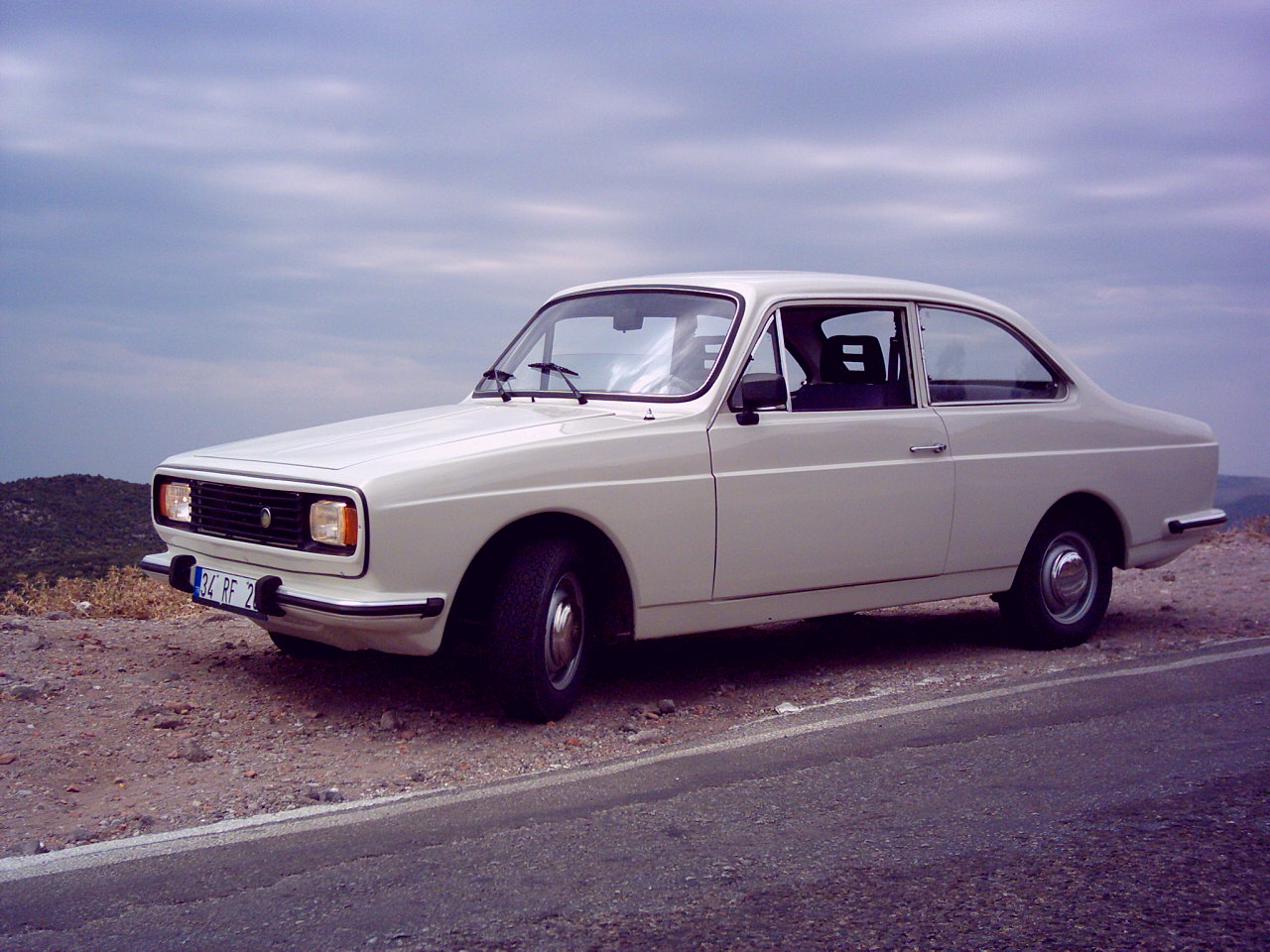
Anadol (1966)
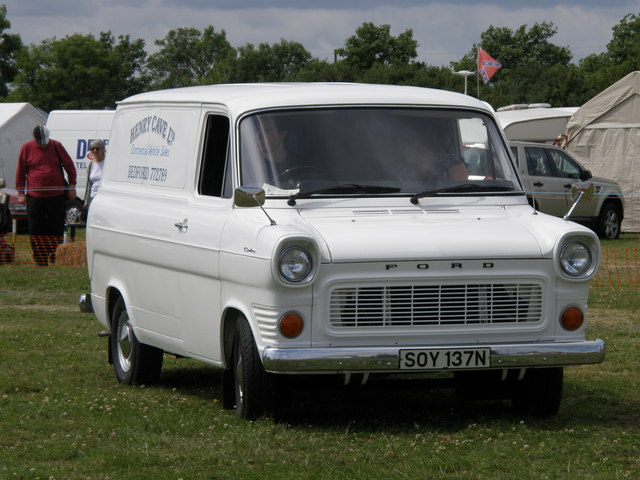
Ford Transit 2ème génération (1967)
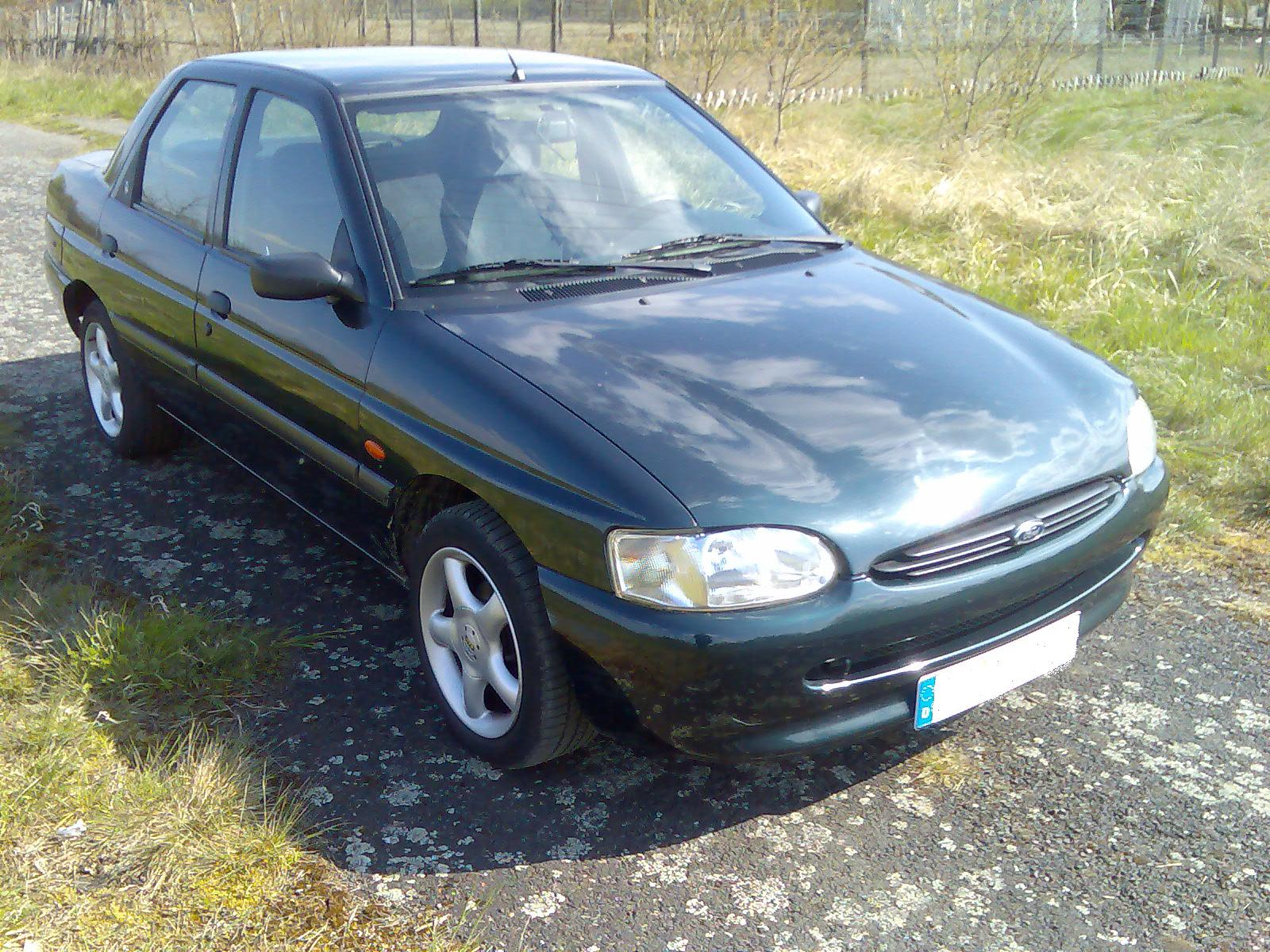
Ford Escort (1993)
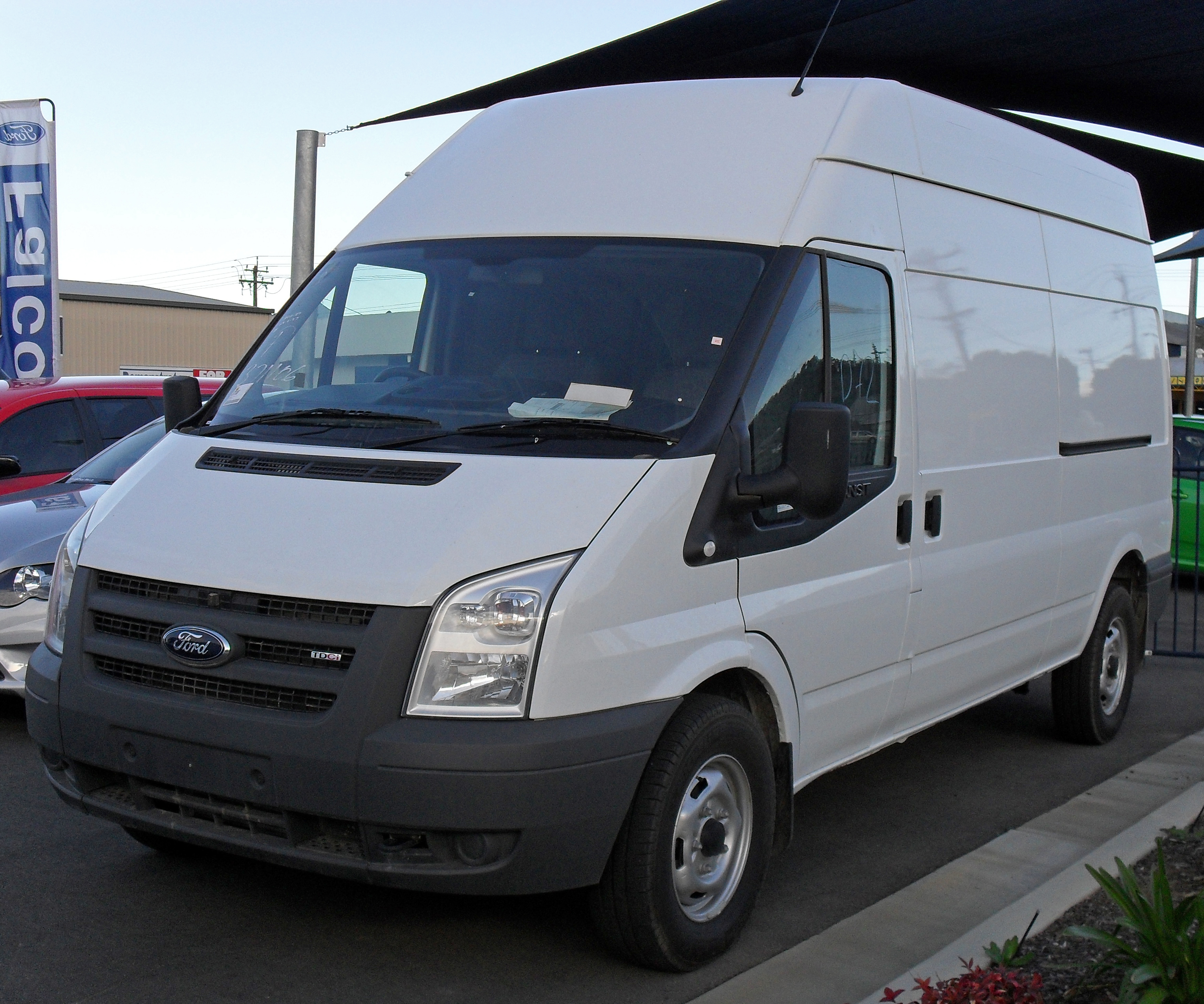
Ford Transit 6ème génération (2007)